# Xã Hellam, Quận York, Pennsylvania
Xã Hellam (tiếng Anh: Hellam Township) là một xã thuộc quận York, tiểu bang Pennsylvania, Hoa Kỳ. Năm 2010, dân số của xã này là 6.043 người.